# Chantemerle-les-Blés
Chantemerle-les-Blés é uma comuna francesa na região administrativa de Auvérnia-Ródano-Alpes, no departamento de Drôme. Estende-se por uma área de 15,39 km². Em 2010 a comuna tinha 1 309 habitantes (densidade: 85,1 hab./km²).